# A.B. Haefkens
Adrianus Bruno Haefkens ('s-Hertogenbosch, 23 februari 1898 – Schalkwijk, 5 december 1958) was een Nederlands burgemeester van Schalkwijk, Tull en 't Waal en Houten. Hiermee werd de in 1943 ingezette koers voor één gemeenschappelijke burgemeester voortgezet. Hij hield zich bezig met de opbouw van de drie dorpen, waarbij vooral de schaarste de eerste jaren een rol speelde.
In de jaren 50 kreeg Haefkens te maken met de annexatie van delen van de gemeente Houten door de stad Utrecht. Tegelijkertijd werd er gewerkt aan de samenvoeging van de dorpen Schalkwijk, Tull en ’t Waal en Houten. 
Onder Haefkens werd de Brink gerenoveerd en het oude gemeentehuis afgebroken. Ook kreeg Houten riolering. Bij deze graafwerkzaamheden werden de resten van een Romeinse villa ontdekt uit de 2e eeuw. Haefkens die een groot historisch besef had, zag daardoor bewijs voor de aanwezigheid van de Romeinen in Houten. Al vrij snel richtte hij een oudheid museum in, waar de gevonden voorwerpen werden getoond.
In september 1958 werd hij ziek en enkele maanden later kwam hij te overlijden. In Houten is de Burgemeester Haefkensstraat naar hem vernoemd. Haefkens wordt gezien als de wegbereider van de amateurarcheologie in Houten. In 2016 maakte hij onderdeel uit van een tentoonstelling.